# Camarhynchus
Camarhynchus és un gènere d'ocells de la família dels tràupids (Thraupidae).

## Taxonomia
Segons la Classificació del Congrés Ornitològic Internacional (versió 2.5, 2010) aquest gènere està format per cinc espècies:
- Camarhynchus heliobates - pinsà de Darwin de manglar.
- Camarhynchus pauper - pinsà de Darwin modest.[2]
- Camarhynchus pallidus - pinsà de Darwin picot.
- Camarhynchus parvulus - pinsà de Darwin menut. És una mena d'au passeriforme de la família Thraupidae pertanyent al gènere Camarhynchus. És endèmic de les illes Galápagos a Equador.[3]
- Camarhynchus psittacula - pinsà de Darwin cotorreta.[4]